# كيث أبيس
كيث أبيس (بالإنجليزية: Keith Abbis)‏؛ مواليد 26 أبريل 1932 في هارتفوردشير، إنجلترا، هو لاعب كرة قدم إنجليزي سابق كان يلعب كمهاجم.